# Німецька демократична партія
Німецька демократична партія (НДП, нім. Deutsche Demokratische Partei, DDP) — ліберальна партія в Німеччині за часів Веймарської республіки, яка брала участь у формуванні практично всіх імперських урядів до 1932 року.
Партія з'явилася в листопаді 1918 на хвилі Листопадової революції в Німеччині на основі ліволіберальної Прогресивної народної партії. Партія об'єднала ліберальні, національні та соціальні погляди, проте створити єдину ліберальну партію Німеччини на початку Веймарської республіки не вдалося з вини Густава Штреземана, який створив свою Німецьку народну партію. Німецька демократична партія входила до складу Веймарської коаліції, що утворила перший уряд Веймарської республіки.
Членами НДП були такі видатні політичні та державні діячі: міністр закордонних справ Веймарської республіки Вальтер Ратенау, перший голова партії теолог Фрідріх Науман, Теодор Хойс, письменник Томас Манн, публіцист Теодор Вольф, лауреат Нобелівської премії миру Людвіг Квіде, пацифіст Гельмут фон Герлах, «батько» Веймарської конституції Гуго Прейсс, профспілковий лідер Антон Еркеленц, імперський міністр юстиції Еріх Кох-Везер, багаторічний бургомістр Гамбурга Карл Петерсен, обер-бургомістр Берліна Густав Бесс, депутат рейхстагу і пізніше федеральний міністр Ернст Леммер, майбутній перший прем'єр-міністр землі Баден-Вюртемберг Рейнхольд Майер, президент Рейхсбанку Ялмар Шахт, соціолог Макс Вебер.
У 1930 частина НДП об'єдналася з Молодонімецьким орденом (нім. Jungdeutscher Orden), утворивши Німецьку державну партію (нім. Deutschen Staatspartei, DStP). Після приходу до влади націонал-соціалістів Німецька державна партія була розпущена 28 червня 1933 .
У 2004 в Німеччині була створена нова партія, яка взяла собі назву партії часів Веймарської республіки. Дотепер у виборах не брала участь.

## Політичні позиції
Програма НДП була синтезом ліберальних і соціальних ідей. Науман спробував це злиття в довоєнний період. Прихильників і членів партії набирали переважно з Bildungsbürgertum. Її також підтримували керівники та державні службовці, промисловці переважно з хімічної та електротехнічної промисловості та ліберальні євреї. За НДП проголосувало більше євреїв, ніж за будь-яку іншу партію. Тому її охрестили «партією євреїв і професорів».
НДП була розділена між підтримкою централізованої чи федеральної системи. Вебер і Пройс підтримали централізовану систему та поділ Пруссії на кілька держав. Отто Фішбек, Конрад Гаусман і Паєр підтримували подальше існування Прусської держави.
Партія розділилася щодо зміни прапора. Демократи на півночі підтримували збереження імперського прапора, тоді як демократи на півдні підтримували його зміну. Депутати партії проголосували 43 проти 14 проти нового прапора. Бернгард Дернбург, Фішбек, Георг Готайн, Кох-Везер, Науманн, Петерсен і Шиффер виступали проти зміни прапора, тоді як Антон Еркеленц, Гаусман, Нушке, Пайєр і Квіде підтримали його зміну.
Баварська філія НДП, в яку влилася ННП, підтримувала антиклерикалізм.
Партія ніколи не погоджувалася на східні кордони Веймарської Німеччини. Вона підтримувала повернення Вільного міста Данціг Німеччині та об'єднання Німеччини та Австрії в одну державу. Спочатку вона підтримувала Лігу Націй, але це занепало через рішення, які не пішли на користь Німеччини.